# Культурна спадщина Польщі

Позначення об'єктів, занесених до реєстру пам'яток Польщі, чинного з 2004 року.

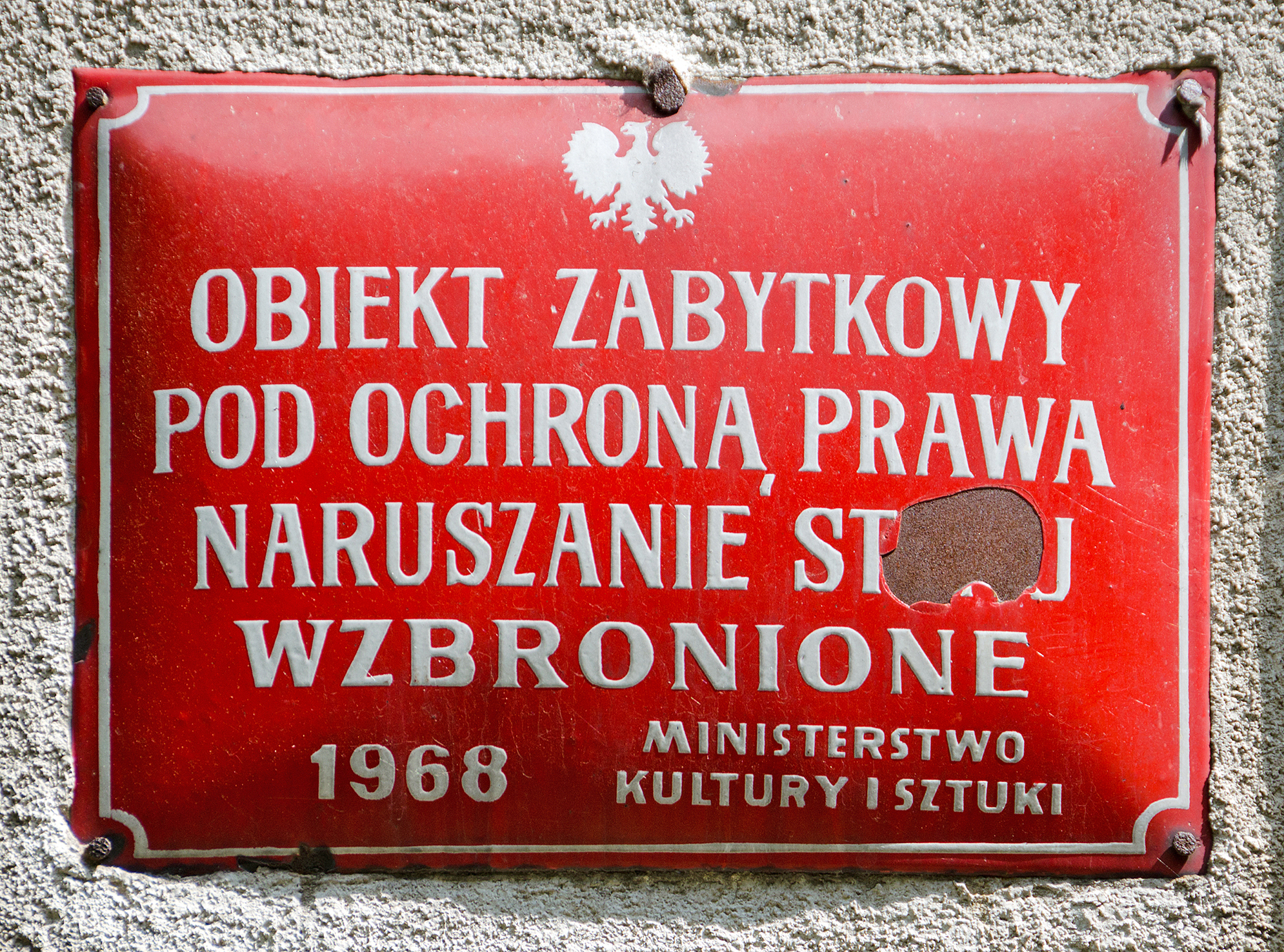
Попередні позначки об'єктів, занесених до реєстру пам'яток (на підставі Закону від 15 лютого 1962 р. про охорону культурних цінностей)

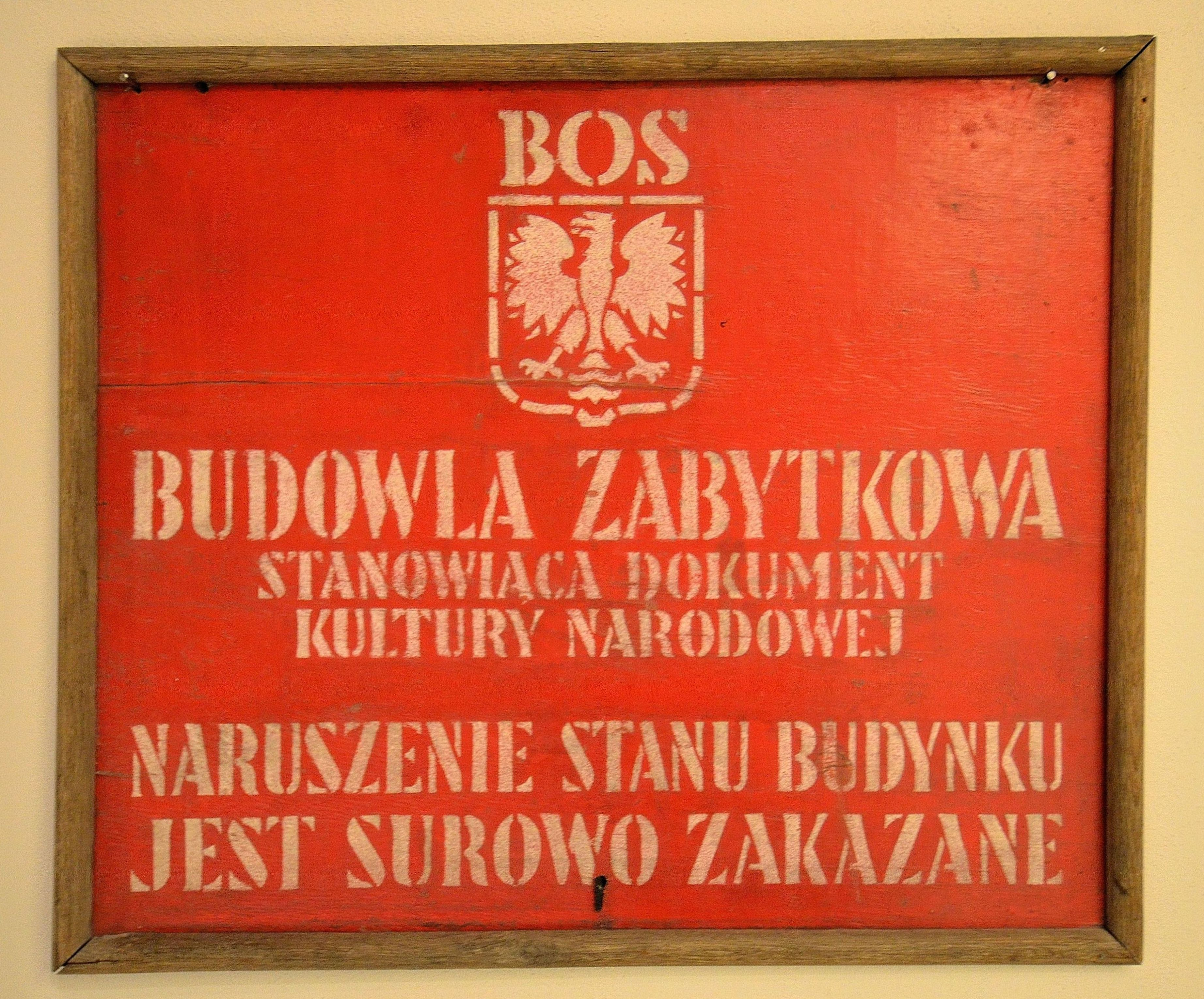
Інформаційна дошка Бюро відбудови Варшави

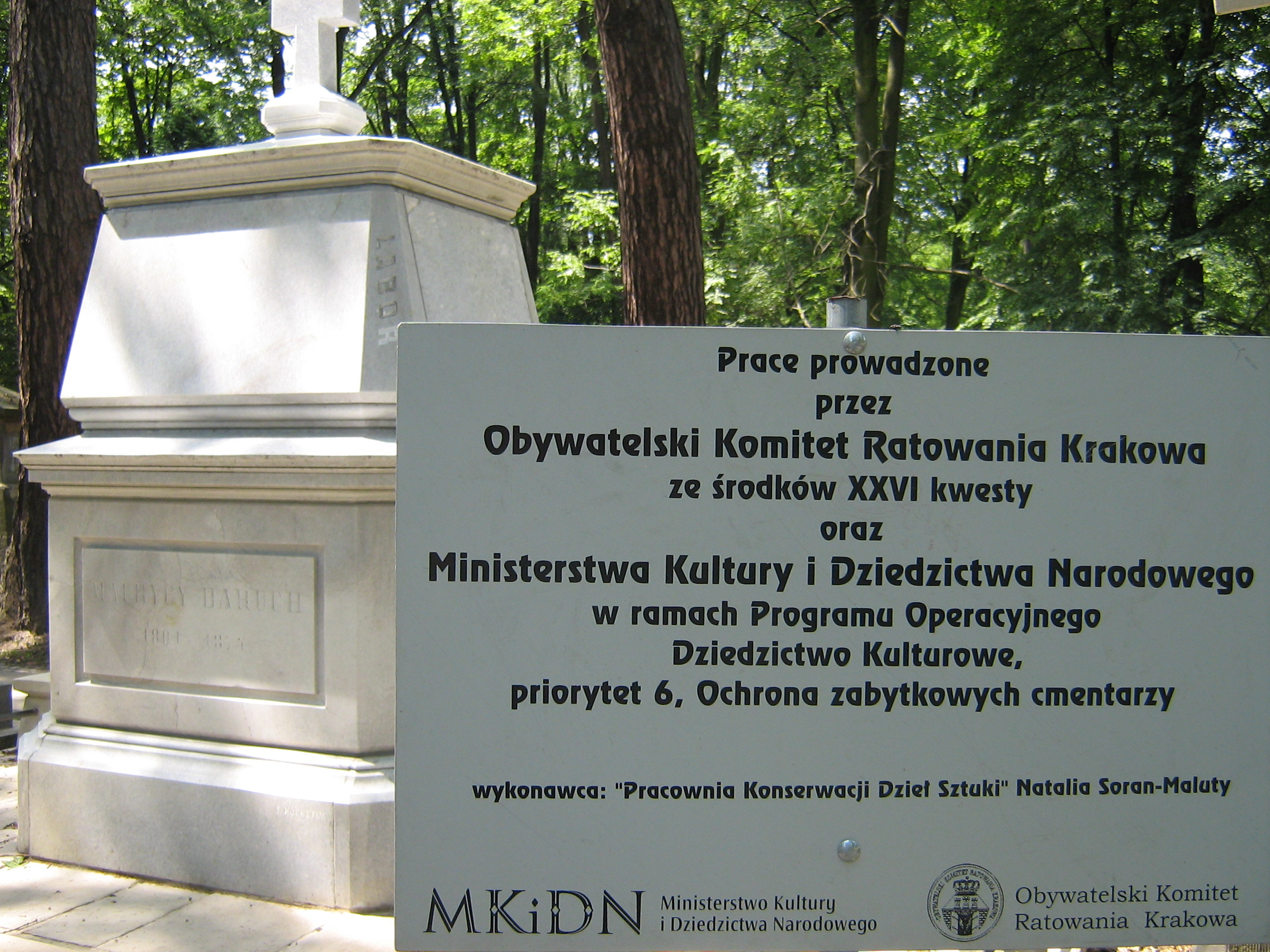
Краків, Раковицький цвинтар

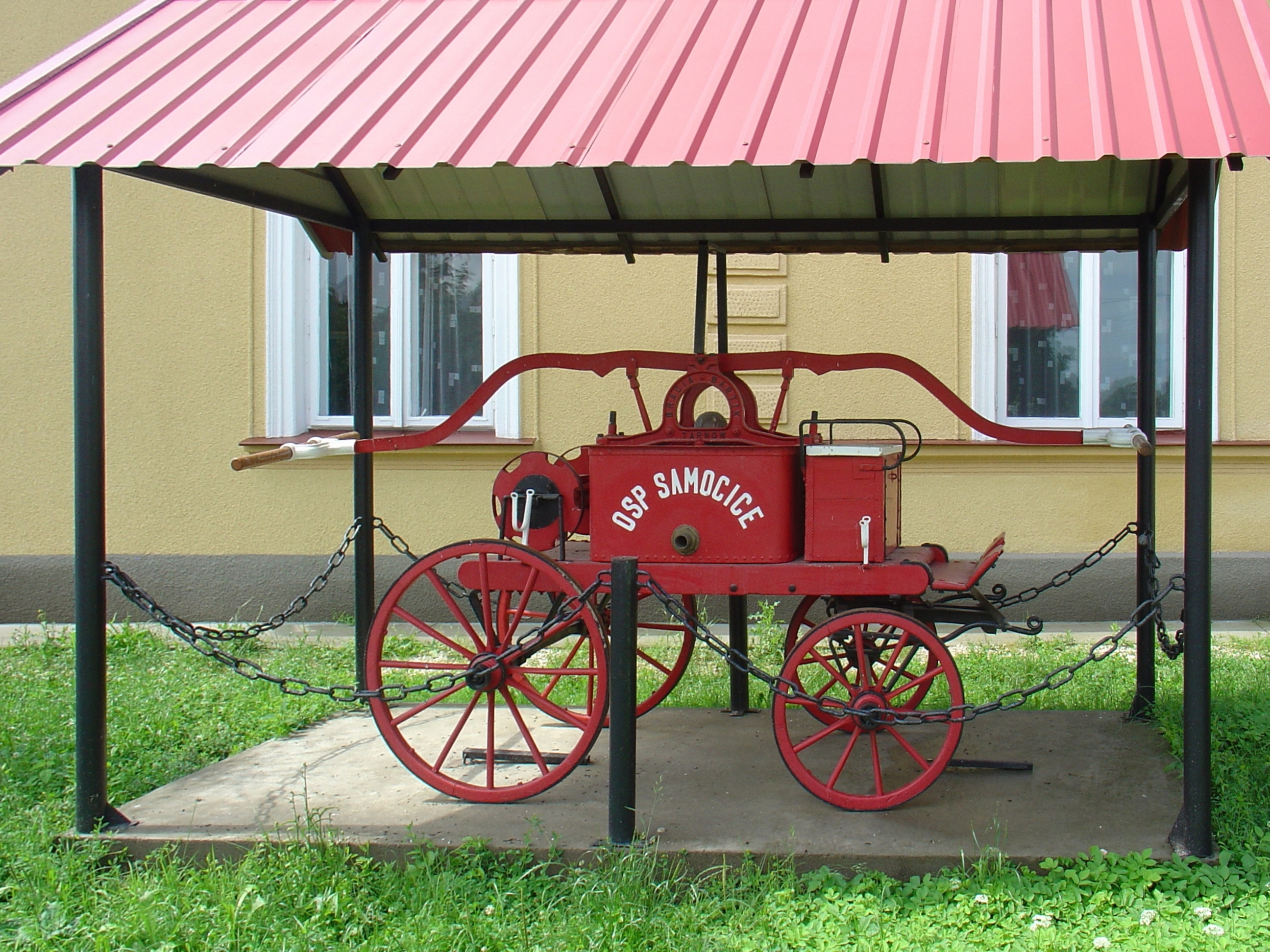
Рухома пам'ятка — пожежна машина ХІХ ст. з ручним насосом у Самочицькій ДПС.

Охорона пам'яток у значенні, прийнятому в законі про охорону та догляд за пам'ятками (o ochronie zabytków i opiece nad zabytkami) від 23 липня 2003 р., чинному в Польщі. означає діяльність органів державного управління, яка здійснюється з метою :
- забезпечення правових, організаційних і фінансових умов для постійного збереження пам'яток, а також їх розвитку та утримання в належному стані;
- запобігання небажаним явищам: руйнуванню та нецільовому використанню пам'яток, їх розкраданню, зникненню, незаконному вивезенню за кордон;
- контроль за станом збереження та призначенням пам'яток;
- врахування охоронних завдань у процесі планування, просторового розвитку та формування середовища.

Однак у багатьох теоретичних працях з історичної спадщини це поняття визначається значно ширше — як сукупність заходів, що вживаються щодо пам'яток з метою забезпечення збереження їхньої історичної сутності та надання громадськості можливості користуватися історичними цінностями, носіями яких є пам'ятки.

## Поняття охорони пам'яток
Малий пам'яткоохоронний словник (Mały słownik ochrony zabytków) визначає охорону пам'яток як усі дії, спрямовані на забезпечення того, щоб пам'ятки:
- існували dum mundus durat (скільки довго існуватиме світ);
- брали участь у формуванні індивідуальної та суспільної свідомості;
- виконує свою роль як співтворчого компонента людського середовища.

З цього широкого визначення поняття історичної спадщини випливає, що воно включає в себе:
- формулювання природоохоронних теорій та принципів,
- законодавство,
- адміністративну діяльність,
- дослідження щодо використання нових заходів і методів збереження,
- дослідження пам'яток,
- участь у плануванні економіки та землекористування,
- підготовка технічних проектів,
- виконання робіт на пам'ятниках,
- поточне утримання пам'яток та запобігання шкідливому впливу,
- поширення знань про пам'ятки,
- організація та здійснення громадської опіки над пам'ятками.

## Визначення пам'ятки за польським законодавством
Відповідно до Гаазької конвенції про захист пам'яток у випадку збройного конфлікту та польського закону про охорону пам'яток і догляд за ними, до пам'яток у Польщі належать усі об'єкти матеріальної культурної спадщини на території Польщі.
Згідно з польським законодавством, пам'яткою є нерухоме майно (наприклад, окрема будівля, кладовище, історичне міське планування або культурний ландшафт) або рухома річ (наприклад, твір мистецтва, картина, скульптура, археологічна знахідка — наприклад, артефакт), їхні частини або комплекси, які є витвором людини або пов'язані з її діяльністю і є свідченням минулої епохи або події, збереження яких відповідає суспільним інтересам з огляду на їхню мистецьку, наукову чи історичну цінність. Такі об'єкти можуть бути внесені до реєстру пам'яток, який веде установа охорони пам'яток на рівні воєводства.

## Форми охорони пам'яток
Відповідно до Закону існує п'ять форм охорони пам'яток:
- внесення до реєстру пам'яток Польщі;
- внесення до Списку пам'яток спадщини ;
- визнання пам'яткою історії Польщі;
- створення парку культури ;
- встановлення вимог охорони в місцевому плані забудови або в рішенні про розміщення[2];

Внесення до комунального реєстру пам'яток не є формою охорони пам'яток відповідно до Закону «Про охорону і захист пам'яток» від 23 липня 2003 року. — що, однак, не обов'язково означає, що це не є формою охорони пам'яток взагалі (спірне питання про так звані неназвані форми охорони). Таким чином, Закон розмежовує охорону пам'яток, яку здійснюють органи державної влади, і догляд за пам'ятками, який здійснюють власники та користувачі пам'яток. Такий підхід до проблеми охорони пам'яток є наслідуванням німецької законодавчої моделі, яка розрізняє Denkmalschutz (охорону пам'яток) та Denkmalpflege (догляд за пам'ятками). У Польщі в 1961—1973 роках цінність пам'ятки визначалася за п'ятирівневою класифікацією (клас 0 і класи I—IV). В даний час поділ на класи не використовується. В основному всі пам'ятки вважаються рівноцінними, хоча пам'ятки виняткової цінності можуть бути визнані Президентом Республіки Польща пам'ятками історії. Найбільш унікальні пам'ятки можуть бути включені до списку всесвітньої спадщини ЮНЕСКО.

## Реєстр пам'яток
Наразі існує поділ на:
- нерухомі пам'ятки — нерухоме майно, його частина (наприклад, сходи) або комплекс нерухомості (а також історичний міський чи сільський план чи комплекс забудови)[5] — всього їх налічується 78616 (станом на 29 січня 2021 р.)[6],
- рухомі пам'ятки — рухомі предмети, їх частини або комплекти рухомих предметів: рухомі твори мистецтва (наприклад, художня колекція, твір прикладного мистецтва, живопису, скульптури) або твори техніки (наприклад, історичний транспортний засіб, стара зброя), а також стародруки, старовинні рукописи — всього їх налічується 268915 (на 29 січня 2021 р.)[7] — однак до реєстру не внесено пам'ятки, що входять до музейних інвентарів, ресурсу національної бібліотеки (стародруки та історичні рукописи) та національний архівний ресурс.
- археологічні пам'ятки — нерухома пам'ятка, яка є поверхневим, підземним або підводним залишком людського існування та діяльності, що складається з культурних шарів і продуктів або слідів від них (археологічна пам'ятка), або рухома пам'ятка, що є таким виробом (археологічна знахідка — наприклад, артефакт — до реєстру не включаються знахідки, включені до музейних фондів) — загалом таких пам'яток (станом на 29 січня 2021 року) налічується 7806[8].

Історичні, географічні або традиційні назви будівель, площ, вулиць або населених пунктів також можуть бути захищені. Оточення пам'ятки вилучається з реєстру, коли пам'ятка вилучається з реєстру.
Усі пам'ятки (у сфері будівництва, ремесел, мистецтва, археології (археологічна спадщина) та природи), включаючи об'єкти нематеріальної культурної спадщини становлять ресурси культурної спадщини.